# Juventus Organizzazione Sportiva Anonima
La Juventus – Organizzazione Sportiva S. A., también llamada Juventus Organizzazione Sportiva Anonima o simplemente Juventus O. S. A. fue una sociedad mercantil polideportiva italiana con sede en la ciudad de Turín, en actividad a nivel independiente durante dos décadas desde 1923 hasta 1943, año en que se fusionó con otras empresas locales para dar origen a la Compagnia Industriale Sportiva Italia (CISITALIA). Fue creada dentro del Foot-Ball Club Juventus, que se constituyó desde entonces en su sección dedicada al fútbol operando, tras la referida fusión y haber sido sucesivamente reestructurada, como una subsidiaria de la CISITALIA durante la Segunda Guerra Mundial hasta que fue disuelta en 1949 durante el proceso de liquidación de la casa matriz.
Constituida como una empresa de capital abierto totalmente privado, se distinguió a nivel deportivo logrando títulos a nivel federativo en el fútbol y el tenis por equipos, así como en el sector industrial debido a la calidad de las instalaciones deportivas multiusos construidas durante su periodo de actividad, tales como el Circolo Sportivo Juventus y el campo de entrenamiento usado por la sección futbolística, convirtiéndose en dos de las más importantes del país, y de las cuales la empresa fue responsable tanto de su diseño como de su proyección.

## Historia

### Origen
La Juventus O. S. A. fue fundada por el abogado Edoardo Agnelli con el objetivo de diversificar el Foot-Ball Club Juventus en distintas disciplinas deportivas además de la principal del fútbol, inicialmente en bochas y en tenis. Fue constituida como una sociedad anónima de capital abierto totalmente privado, operando en un inicio dentro del Campo Juventus ubicado en Corso Marsiglia, administrando al equipo de fútbol y al Circolo Sportivo Juventus, un club social autónomo que dirigía directamente la demás secciones deportivas que formaban parte de la organización.

### Fusión
Tras la fusión con otras tres empresas turinesas que dio origen a la Manifatture Bosco – Compagnia Industriale Sportiva Italia (CISITALIA), la nueva empresa se trasladó en 1943 al entonces Corso IV Novembre. En dicha sede el emprendedor scurzolenghesi Piero Dusio, presidente de la asociación, decidió mejorar la gestión interna mediante el inicio de la construcción de espacios dedicados al desarrollo de otras actividades deportivas, incluyendo un nuevo campo de entrenamiento para el equipo de fútbol, así como la primera cancha de tenis del país dentro de un gran complejo deportivo ubicado en la ciudad de Turín, la inauguración de secciones profesionales para la práctica de hockey sobre hielo y natación, la organización de diferentes eventos tanto a nivel nacional como internacional y promoviendo el desarrollo de nuevas actividades deportivas como baloncesto, waterpolo y patinaje sobre hielo.

### Declive
Después de la Segunda Guerra Mundial comenzó el declive del club multideportivo, debido a los compromisos del entonces presidente Dusio con su fábrica de automóviles, de la que la Juventus O. S. A. era una subsidiaria, situación agravada por la crisis económica que debilitó la economía nacional y que afectó a la misma Cisitalia desde 1947, dando lugar a la liquidación de la misma que se inició en febrero de 1949. Las dos divisiones más exitosas (fútbol y tenis) sobrevivieron a dicho proceso y ulteriormente se separaron. La sección de fútbol fue reconstituída como una empresa independiente de responsabilidad limitada cuya mayoría accionaria pasó a la dinastía industrial Agnelli en 1949, durante la presidencia de Gianni Agnelli, contando con una nueva sede ubicada en la Plaza San Carlo; mientras que la sección de tenis fue reconstituida como una organización deportiva independiente el 1 de julio de 1949 bajo el nombre de Sporting Club a través de la participación de la Società Iniziative Sportive (S.I.S.), una asociación deportiva turinesa presidida por el empresario y director deportivo Ferruccio Novo, hasta 1966, año en que se fusionó con el Circolo «La Stampa» dando vida al nuevo Circolo della Stampa – Sporting.

## Presidentes
| Período   | Presidente                       |
| --------- | -------------------------------- |
| 1923-1935 | Edoardo Agnelli                  |
| 1935-1936 | Enrico Craveri Giovanni Mazzonis |
| 1936-1941 | Emilio de la Forest de Divonne   |
| 1941-1943 | Piero Dusio                      |

## Secciones deportivas
| Deporte            | Equipo                      |
| ------------------ | --------------------------- |
| Fútbol             | Foot-Ball Club Juventus     |
| Tenis              | Tennis Club Juventus        |
| Hockey sobre hielo | Hockey su ghiaccio Juventus |
| Natación           | Nuoto Juventus              |
| Bochas             | Circolo Bocciofilo Juventus |

### Libros
- Perucca, Bruno; Romeo, Gianni (1986).  Colombero, Bruno, ed. La storia della Juventus (en italiano) 1. Florencia: La Casa dello Sport.
- Tavella, Renato (2005). Nasce un mito: Juventus! (en italiano). Ariccia: Newton & Compton. p. 240. ISBN 88-541-0270-9.
- Tavella, Renato; Ossola, Franco (2003). Il Romanzo della Grande Juventus (en italiano). Roma: Newton & Compton. ISBN 88-8289-900-4.

### Publicaciones varias
- Dalssarina, Renato (1933). L'Agendina del Calcio 1933-1934 (en italiano). Milán: La Gazzetta dello Sport.
- Molino, Piero (1941). Realizzazioni Torinesi. Sta sorgendo il quartiere dello sport (en italiano) 21. Turín: Segreteria Generale del Comune di Torino. Archivado desde el original el 1 de julio de 2015. Consultado el 25 de agosto de 2016.

- Datos: Q3811692